# ストラップハンギン
『ストラップハンギン』（Straphangin'）は、アメリカ合衆国のフュージョン・バンド、ブレッカー・ブラザーズが1981年に発表した5作目のスタジオ・アルバム。

## 背景
「ノット・エチオピア」は、当時マイケル・ブレッカーが所属していたバンド「ステップス」のライヴでも演奏されており、1980年12月の東京公演における演奏は、ライヴ・アルバム『スモーキン・イン・ザ・ピット』（1981年発売）に収録された。バンドは本作を最後に、いったん活動停止したが、1992年には再結成第1弾アルバム『リターン・オブ・ザ・ブレッカー・ブラザーズ』を発表している。

## 反響・評価
アメリカでは総合アルバム・チャートのBillboard 200で176位に達し、『ビルボード』のジャズ・アルバム・チャートでは28位を記録した。Rob Theakstonはオールミュージックにおいて5点満点中3点を付け「収録された7曲は、フュージョンおよびAORの、あらゆる要素を試みている」「彼らの最高傑作ではないが、決して悪いアルバムではない」と評している。

## トラック・リスト
特記なき楽曲はランディ・ブレッカー作。
| #  | タイトル                                                      | 作詞 | 作曲・編曲 | 時間 |
| -- | ------------------------------------------------------------- | ---- | ---------- | ---- |
| 1. | 「ストラップハンギン - Straphangin'」(Michael Brecker)        |      |            | 8:09 |
| 2. | 「スリーサム - Threesome」                                    |      |            | 6:29 |
| 3. | 「バスシバ - Bathsheba」(M. Brecker)                          |      |            | 7:02 |
| 4. | 「ジャックナイフ - Jacknife」                                 |      |            | 6:20 |
| 5. | 「ホワイ・キャント・アイ・ビー・ゼア - Why Can't I Be There」 |      |            | 5:05 |
| 6. | 「ノット・エチオピア - Not Ethiopia」(M. Brecker)             |      |            | 5:45 |
| 7. | 「スプレッドイーグル - Spreadeagle」                          |      |            | 5:57 |

## パーソネル
- ランディ・ブレッカー - トランペット、フリューゲルホルン
- マイケル・ブレッカー – テナー・サクソフォーン
- バリー・フィナティ - ギター
- マーク・グレイ - キーボード
- マーカス・ミラー - ベース
- リッチー・モラレス - ドラムス
- マノロ・バドレーナ、サミー・フィゲロア - パーカッション(on #1, #3, #4, #5, #7)
- ドン・アライアス - パーカッション(on #6)